# آلفردو گاراسینی
آلفردو گاراسینی (انگلیسی: Alfredo Garasini؛ ۱ ژوئن ۱۸۹۷ – ۲۹ ژانویهٔ ۱۹۵۰) بازیکن فوتبال اهل آرژانتین بود.
از باشگاه‌هایی که در آن بازی کرده‌است می‌توان به باشگاه فوتبال ریور پلاته و باشگاه فوتبال بوکا جونیورز اشاره کرد.
وی همچنین در تیم ملی فوتبال آرژانتین بازی کرده‌است.